# 周建人
周建人（しゅう けんじん、ヂョウ・ジェンレン、1888年11月12日 - 1984年7月29日）は、現代中国の生物学者、政治家。魯迅（周樹人）・周作人の三弟。 最初の名は松寿。字は喬峰。筆名に克士、高山、李正、孫鯁など。

## 生涯
周建人 1888年11月12日、浙江省紹興府会稽県東昌坊ロ新台門（現在の浙江省紹興市越城区に属する）にある周家の三男として生まれる。兄二人が日本に行って勉強したので、周建人は家で母の世話をしていた。1905年に紹興僧立小学校の教師、校長を担当。1909年以後、兄の魯迅組織の各種の進歩活動に参加し、文学団体の越社に参加した。紹興小学校、紹興明道女子学校、成章女子学校で教鞭を執っている。
1919年、周建人は北京に転居した。1920年に北京大学に入学し、哲学を傍聴した。1921年には上海で上海商務印書館編集所の編集を、1923年以降には神州大学、上海曁南大学、安徽大学で教授を担当した。1920年に胡越之・周作人などと女性問題研究会を組織した。日中戦争後、周建人は生活書店、新知識書店の編集を担当した。1945年12月に、周建人は馬叙倫・王紹鏊・許広平・林漢達などと上海で中国民主促進会を設立して、第一回理事会理事に当選した。1946年5月、上海人民団体連合会の理事に当選した。1948年4月に中国共産党に加入した。1949年9月、周建人は中国民主促進会の代表として中国人民政治協商会議の第一回全体会議に参加した。
1949年以降、中華人民共和国国家出版総署副署長、中華人民共和国高等教育部副部長、浙江省人民政府省長（1958年-1966年）、浙江省革命委員会副主任、全国人民代表大会常務委員会副委員長（第三回、第四回、第五回）、全国政協副主席（第五回、第六回）、中国民主促進会中央主席（第六回、第七回）を歴任した。
1984年7月29日に北京で96歳で死去した。

## 家族
前妻：羽太芳子（周芳子） - 姉は周作人の妻の羽太信子
- 長男：周沖（早夭）
- 長女：周鞠子（馬理）
- 次男：周沛（周豊二）
- 三男：周豊三

妻（未婚）：王蘊如
- 次女：周曄（1926年生）
- 三女：周瑾（1927年生）
- 四女：周蕖（1932年生）